# Коле Сант'Антимо (Ријети)
Коле Сант'Антимо је насеље у Италији у округу Ријети, региону Лацио.
Према процени из 2011. у насељу је живело 116 становника. Насеље се налази на надморској висини од 439 м.